# Vitalij Kanevskij
Vitalij Kanevskij (russisk: Вита́лий Евге́ньевич Кане́вский) (født 4. september 1935 i Partizansk i Sovjetunionen) var en sovjetisk filminstruktør og manuskriptforfatter.

## Filmografi
- Zamri, umri, voskresni! (Замри, умри, воскресни!, 1989)[2][3]
- Samostojatelnaja zjizn (Самостоятельная жизнь, 1992)